# 뉴스 12 날씨@생활
《뉴스 12 날씨@생활》(NEWS 12 WEATHER @ LIFE)은 대한민국 KBS 1TV에서 매주 평일 낮 12시 55분에 방송되었던 한국방송공사의 낮 날씨와 생활정보 프로그램이자 KBS 뉴스 12의 일기예보 및 생활정보 코너이다.

## 기획 의도 / 개요
- 일상 생활과 밀접한 다양한 기상정보를 신속하고 재미있게 정리해 주는 한국방송공사의 낮 날씨와 생활정보 프로그램이다.
- 2000년 7월 4일부터 KBS 2TV 평일 밤 12시 10분에 KBS 2TV에서 클릭 날씨@생활로 신설되어 10분간 방송되었으며,[1] 2003년 6월 30일부터 KBS 1TV로 채널을 이동, 2005년 4월 29일까지 평일 밤 12시 50분으로 변경되었고, 2005년 5월 2일부터 월요일 ~ 목요일 밤 12시 50분, 금요일 밤 1시 30분 시간대로 변경했다. 2005년 12월 1일부터 지상파 3사의 낮 방송 개시로 KBS 정오뉴스와 통합, 평일 낮 12시 55분으로 변경, 5분으로 단축, KBS 뉴스 12의 일기예보 및 생활정보 코너로 전환되었으며, 2005년 12월 1일부터 현재의 뉴스 12 날씨@생활로 변경되었다. 이후 2007년 4월 30일부터 봄 개편으로 KBS 뉴스 12의 일반 일기예보 코너로 축소되었다.
- 기상캐스터의 멘트로는 날씨와 생활정보로 표현되었다.

## 방송 시간
| 방송 채널 | 방송 기간                         | 방송 시간                                                                         |
| --------- | --------------------------------- | --------------------------------------------------------------------------------- |
| KBS 2TV   | 2000년 7월 4일 ~ 2003년 6월 27일  | 평일 밤 12시 10분 ~ 12시 20분 (10분)                                              |
| KBS 1TV   | 2003년 6월 30일 ~ 2005년 4월 29일 | 평일 밤 12시 50분 ~ 새벽 01시 (10분)                                              |
| KBS 1TV   | 2005년 5월 2일 ~ 2005년 11월 30일 | 월요일~목요일 밤 12시 50분 ~ 12시 55분 (5분), 금요일 밤 1시 30분 ~ 1시 35분 (5분) |
| KBS 1TV   | 2005년 12월 1일 ~ 2007년 4월 27일 | 평일 낮 12시 55분 ~ 오후 01시 (5분)                                               |

## 역대 진행자
- 조석준 前 기상캐스터 (남)
- 이정옥 前 기상캐스터 (여)
- 이정민 前 기상캐스터 (여)
- 한우경 前 기상캐스터 (여)
- 박시준 前 기상캐스터 (여)
- 한연수 前 기상캐스터 (여)
- 한희경 前 기상캐스터 (여)
- 이설아 기상캐스터 (여)
- 신민정 前 기상캐스터 (여)
- 김정윤 前 기상캐스터 (여)